# William Parra Sinisterra
William Parra Sinisterra (El Charco, Nariño, Colombia, 1 de marzo de 1995) es un futbolista colombiano que juega de centrocampista en el Real Estelí de la Primera División de Nicaragua.

## Clubes
| Club                   | País      | Año           |
| ---------------------- | --------- | ------------- |
| Boyacá Chicó           | Colombia  | 2014          |
| Independiente Medellín | Colombia  | 2014 - 2017   |
| La Equidad             | Colombia  | 2017          |
| Independiente Medellín | Colombia  | 2018 - 2019   |
| HJK Helsinki           | Finlandia | 2019          |
| Sheriff Tiraspol       | Moldavia  | 2020          |
| Independiente Medellín | Colombia  | 2020          |
| Deportes Tolima        | Colombia  | 2021          |
| Cúcuta Deportivo       | Colombia  | 2022          |
| Always Ready           | Bolivia   | 2023          |
| Envigado               | Colombia  | 2023-2024     |
| Cúcuta Deportivo       | Colombia  | 2024          |
| Real Estelí            | Nicaragua | 2024-presente |

## Palmarés

### Títulos nacionales
| Título              | Club                   | País     | Año           |
| ------------------- | ---------------------- | -------- | ------------- |
| Categoría Primera A | Independiente Medellín | Colombia | Apertura 2016 |
| Categoría Primera A | Deportes Tolima        | Colombia | Apertura 2021 |